# هرایر کاراپتیان
هرایر کاراپتیان (ارمنی: Հրայր Կառլենի Կարապետյան؛ زادهٔ ۱۱ اوت ۱۹۶۳) سیاست‌مدار اهل ارمنستان است. وی نماینده دوره‌های سوم و چهارم مجلس ملی جمهوری ارمنستان بوده است. کاراپتیان عضو فدراسیون انقلابی ارمنی می‌باشد.

## زندگی‌نامه
در ۱۱ اوت ۱۹۶۳ در ایروان به دنیا آمد و از دانشگاه دولتی علوم پرورشی خاچاطور آبوویان ارمنستان فارغ‌التحصیل شد. 

## یادداشت
1. ↑  ՀՀ ԱԺ Պաշտպանության, ազգային անվտանգության և ներքին գործերի մշտական հանձնաժողովի նախագահ
2. ↑  Arevik Petrosyan
3. ↑  ՀՀ Ազգային ժողովի ՀՅԴ խմբակցության ղեկավար
4. ↑  ՀՀ Ազգային ժողովի ՀՅԴ խմբակցության քարտուղար